# Cantone di Évreux-Ovest
Il Cantone di Évreux-Ovest era una divisione amministrativa dell'arrondissement di Évreux.
A seguito della riforma approvata con decreto del 25 febbraio 2014, che ha avuto attuazione dopo le elezioni dipartimentali del 2015, è stato soppresso.

## Composizione
Comprendeva parte della città di Évreux e i comuni di
- Arnières-sur-Iton
- Aulnay-sur-Iton
- Caugé
- Claville
- Saint-Sébastien-de-Morsent